# Stefan Eigner
Stefan Eigner (* 12. November 1999 in Wien) ist ein österreichischer Musiker.

## Leben
Stefan Markus Eigner war Mitglied der Wiener Sängerknaben. Dort lernte er klassischen Gesang.
Am 20. August 2014 fand sein erstes Konzert im Schutzhaus Zukunft auf der Schmelz statt. Seit 2017 schreibt er eigene Songs und veröffentlichte 2018 sein erstes Album What’s in my Heart. Im Jahr 2022 nahm er an der österreichischen Fernseh-Castingshow Starmania 22 des ORF teil und gewann die 6. Staffel mit seinem Austropop-Song Es End is no fern. Im Anschluss an die Castingshow traten Stefan Eigner und andere Teilnehmerinnen und Teilnehmer bei Starmania on Tour in St. Pölten, Graz und Wien (Museumsquartier) auf.
Seit Juni 2022 steht er unter Vertrag bei Sony Music. Im August 2022 gab er ein Konzert im Tivoli im Böhmischen Prater vor 500 Zuschauern. Am 17. September 2022 nahm er an der Musikshow Starnacht aus der Wachau, moderiert von Barbara Schöneberger und Hans Sigl für den ORF und den MDR, teil.
Eigner lebt in Wien.

## Diskografie
Alben
- Music Is My Life (2017)
- What’s in my Heart (2018)
- White Paper (2021)

Singles
- Writings on the Wall (2022, Sony Music)[10]
- Es End is no fern (2022, Sony Music)
- Loss di foin (2024, Sony Music)
- Des ollerschenste Liad (2024, Sony Music)